# 吴肇光
吴肇光（1925年5月30日—），广东四会人，中国外科学专家、医学教育家，曾任上海市人大常委会副主任，第五、六、七、八届全国人大代表。